# Conrad Garmers

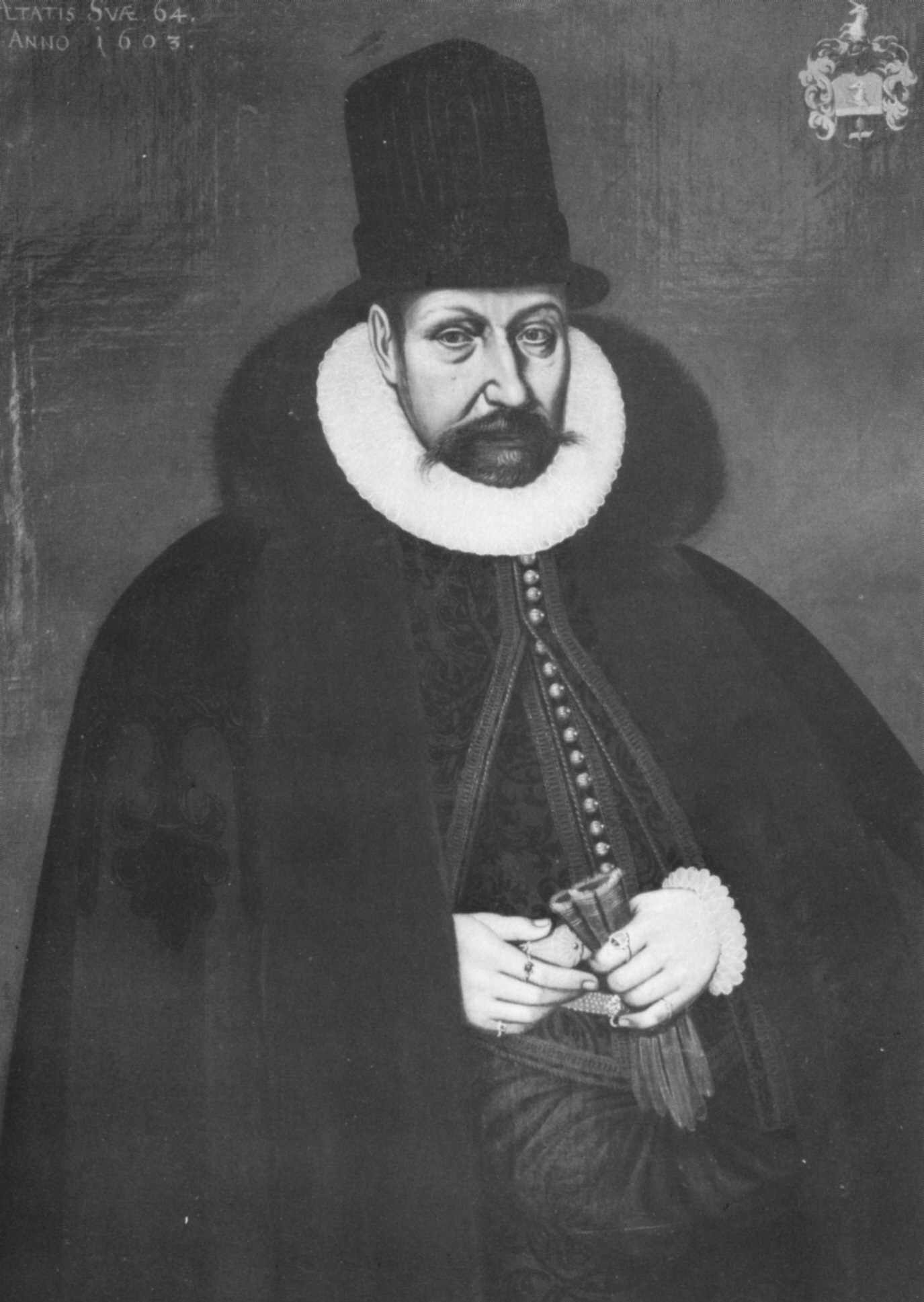
Johannes Willinges: Porträt des Lübecker Bürgermeisters Conrad Garmers in der Bürgermeistergalerie im Lübecker Rathaus

Conrad Garmers, auch niederdeutsch Cord oder Kord Garmers (* in Hamburg; † 1612 in Lübeck) war ein Bürgermeister der Hansestadt Lübeck.

## Leben
Conrad Garmers wurde 1590 Ratsherr in Lübeck. Als Gesandter der Stadt vertrat er diese gemeinsam mit dem Ratsherren Alexander Lüneburg 1594 bei der Krönung von König Sigismund in Uppsala. 1601 wurde er im Rat zum Bürgermeister bestimmt. Als Gesandter Lübecks war er 1603 gemeinsam mit dem Ratsherrn Heinrich Kerkring, dem Lübecker Ratssekretär Johan Brambach und dem Dolmetscher Zacharias Meier beim Zaren Boris Godunow in Moskau.
Der Hamburger Syndicus Johann Garmers (1586–1638) war sein Sohn; der hansische Staatsmann und Hamburgische Syndicus Vincent Garmers sein Enkel.